# 엘잔 하즈예프
엘잔 아리프 오글루 하즈예프(아제르바이잔어: Elcan Arif oğlu Hacıyev, 2002년 4월 29일~)는 아제르바이잔의 유도 선수이다. 2024년 하계 올림픽 남자 미들급에 참가했으며 세계 유도 선수권 대회에서 동메달 1개, 유럽 유도 선수권 대회에서 금메달 1개를 획득했다.